# Парума
Парума (исп. Paruma) — вулкан на границе Боливии (департамент Потоси) и Чили (область Антофагаста). Высота — 5407 м.
Парума входит в горный хребет, который содержит несколько стратовулканов. Парума лежит в восточном крае горного хребта, вулкан Олька на его западном крае. Более старый вулкан Серо-Парума расположен к востоку от Парума. Вулкан был активным во время Голоцена, с многими морфологически молодыми потоками лавы на его склонах. У вулкана имеется постоянная фумаролическая деятельность. Основной поток лавы простирается на 7 километрах по юго-восточному склону вулкана.
История деятельности горного хребта была ограничена одним зафиксированным извержением, произошедшим в 1865—1867 годах, характер которого точно неизвестен.